# Grace Sherwood
Grace White Sherwood (* ca. 1660; † ca. 1740), bekannt als Witch of Pungo (Hexe von Pungo) war eine Bäuerin, Heilerin und Hebamme, die in der Kolonie Virginia der Hexerei beschuldigt wurde. Sie war 1706 die letzte bekannte Person, die in Virginia nach einer Wasserprobe als Gottesurteil als Hexe verurteilt wurde.

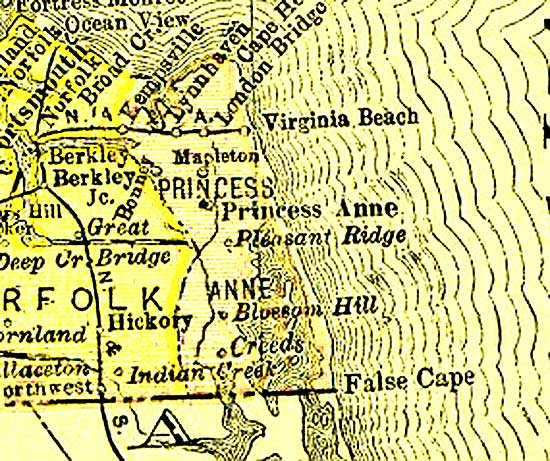
Princess Anne County auf einer Karte von Virginia aus dem Jahr 1895

Sherwood lebte in Pungo, im damaligen Princess Anne County, heute Teil von Virginia Beach. Sie heiratete 1680 in der Episcopal Church von Lynnhaven James Sherwood, einen Kleinbauern. Als Hochzeitsgeschenk erhielten sie von ihrem Vater John White 20 ha Land. Nach Whites Tod 1681 erbten sie die übrigen 59 ha seiner Farm. Das Paar hatte drei Söhne: John, James und Richard. Sherwood arbeitete auf der Farm, wo sie auch Heilpflanzen zog, mit denen sie Menschen und Vieh heilte. Sie half außerdem als Hebamme. Sherwood wurde 1701 Witwe und heiratete nicht wieder.
Ihre Nachbarn hatten sie seit 1697 mehrfach angezeigt und ausgesagt, sie habe sich in eine Katze verwandelt, Feldfrüchte geschädigt und den Tod von Vieh verursacht. Es gibt keine Bilder von Sherwood, doch zeitgenössische Berichte beschreiben sie als attraktiv, groß und humorvoll. Dass sie Heilkräuter zog und bei der Arbeit Hosen trug, machte sie verdächtig. Belinda Nash, die ihre Geschichte recherchierte und eine Biographie schrieb, vermutet, dass ihre Nachbarn versuchten, mit den Anzeigen wegen Hexerei an ihr Land zu kommen. Im letzten Fall, der 1706 zu einem Verfahren führte, klagten sie Luke Hill und seine Frau Elizabeth an, eine Fehlgeburt verursacht zu haben. Das Gericht ordnete an, dass Sherwoods Schuld oder Unschuld durch „Wasserprobe mit kaltem Wasser“ (englisch Witch Duck) zu ermitteln sei. Das Verfahren zog am 10. Juli 1706 eine große Menschenmenge an. Sherwood wurde am Lynnhaven River, an der Stelle, die heute als Witchduck Point bekannt ist, kreuzweise gebunden und ins Wasser geworfen. Ging sie unter, war sie unschuldig. Als sie wieder auftauchte, wurde sie mit dem Gewicht einer Bibel beschwert. Dennoch gelang es ihr, sich zu befreien und wieder aufzutauchen. Damit war ihre Schuld „bewiesen“, und sie verbrachte anschließend wahrscheinlich mehrere Jahre im Gefängnis, bevor sie 1715 freigelassen wurde. Sie verfasste 1733 ein Testament, das 1740 vollstreckt wurde.

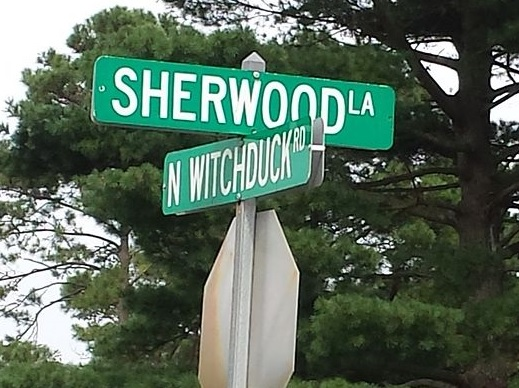
Straßennamen erinnern an Grace Sherwood

Der Fall Grace Sherwood war nur wenig bekannt, bis die Historikerin und Schriftstellerin Louisa Venable Kyle aus Virginia Beach 1973 ein Buch veröffentlichte, das unter dem Titel The Witch of Pungo sieben Geschichten der frühen Siedler auf der Basis geschichtlicher Grundlagen behandelte. Sherwoods Fall wurde in Colonial Williamsburg, der restaurierten früheren Hauptstadt der Kolonie Virginia, für eine gespielte Gerichtsszene, Cry Witch, adaptiert. Belinda Nash schrieb eine Biografie über Sherwood und betrieb ihren Freispruch. Am 10. Juli 2006, dem 300. Jahrestag ihrer Verurteilung, stellte der Gouverneur Tim Kaine ihre Ehre wieder her, indem er das Urteil als Justizirrtum anerkannte. Sie wurde mit einer Statue in der Nähe eines Krankenhauses geehrt, die sie mit einem Korb voller Heilkräuter zeigt.